# Глазово (Окуловский район)
Глазово — деревня в Окуловском муниципальном районе Новгородской области, относится к Кулотинскому городскому поселению.

## География
Деревня Глазово расположена в 1 км к северу от автомобильной дороги Окуловка — Боровичи, в 5 км к востоку от города Окуловка. Расстояние до посёлка Кулотино — 5 км на север или 13 км по автомобильным дорогам.
В 200 м к западу находится деревня Махново; в 1,5 км к западу — деревня Подберезье.

## История
В XV—XVII веках деревня Глазово относилась к Полищском погосту Деревской пятины Новгородской земли.
В 1460—1470-х, на закате Новгородской республики, деревней владел знатный новгородский боярин Василий Никифоров; в 1480-х — его тесть, знатный московский боярин Василий Захарьевич Ляцкий; а в 1495 — Иван Васильевич Ляцкий.
В 1776—1792, 1802—1918 деревня Глазово находилась в Крестецком уезде Новгородской губернии. С начала XIX века — в образованной Заозерской волости Крестецкого уезда с центром в деревне Заозерье.
Отмечена на специальной карте 1826—1840 годов.
В 1908 в Глазово было 51 двор и 88 домов с населением 265 человек. Имелась часовня.
Деревня Глазово относилась к Полищенскому сельсовету.

## Транспорт
Ближайшая ж/д станция расположена в городе Окуловка.

## Население
| 2010 |
| ---- |
| 1    |

### Люди, связанные с деревней
- Парфёнов, Дмитрий Георгиевич — Герой России, член экипажа совершившего первый воздушный таран бомбардировщиком в Великой Отечественной войне и первый в истории военной авиации двойной таран воздушной и наземной цели, родился в Глазово 22 августа 1919 года.